# Cinemanía
Cinemanía és una revista de cinema espanyola, editada pel grup PRISA, que va sortir al mercat per primera vegada el 25 de setembre de 1995. L'any 2014 tenia una tirada mitjana de 80.000 exemplars. Disposa de diverses seccions, entre les quals destaquen especialment la de notícies d'actualitat, la d'entrevistes i la de crítica cinematogràfica.

## Història
Cinemanía va ser fundada, amb una mitjana de 80.000 exemplars venuts el 25 de setembre de 1995. Cinemanía va ser la primera revista espanyola que va crear un holograma a la portada, al juny de 2005. En altres ocasions especials, s'ha llançat la revista amb portades triples, o també amb tres portades diferents perquè el lector pugui triar entre aquestes.
Des del canvi de director, al març de 2007, Cinemanía es va orientar a postures més humorístiques i basades en la ironia, i per reportatges que són atractius per a cinèfils, però també per als més recents admiradors de l'setè art. Va començar, per exemple, a incloure acudits satírics de Paco Alcázar.
La revista va pertànyer a el grup Prisa, fundat per Jesús de Polanco, fins a l'any 2015. Aquest any la revista va ser venuda a Pedro Ruiz de Marcos, figurant com a administrador únic de Cinemanía Magazine SL. Ruiz de Marcos. En aquest moment El Mundo arriba a un acord amb Cinemanía sobre la integració dels seus continguts a la web.
En 2018 tant la revista com el web són adquirides pel Grup Henneo. El seu president Fernando de Yarza ha intentat impulsar un procés d'aliança entre la seva companyia, Prisa i Vocento que encara no s'ha arribat a materialitzar.

## Seccions
- REPORTATGES: En cada publicació de Cinemanía s'inclouen diversos reportatges extensos sobre alguna de les pel·lícules més destacades que s'estrenaran durant aquest mes i sobre algun personatge de el món de cinema que és notícia. De vegades també apareixen entrevistes.

- POP CORN: És la secció principal de la revista i està dividida, al seu torn, en diverses seccions:
  - Notícies: referides a actors, actrius, directors, pel·lícules i, en general, qualsevol notícia relacionada amb el cinema
  - Protagonistes: aquest apartat ofereix una entrevista a algun personatge famós.
  - Taquilla internacional: exposa les pel·lícules que estan en cartell als Estats Units i al Regne Unit.
  - Projectes i rodatges: en què parlen de les pel·lícules que estan en fase de rodatge o de postproducció.
  - Cròniques, curiositats, rostres: és la secció rosa de la revista, en la qual compten els últims xafarderies dels famosos de cinema.
  - Premis i festivals: compte les últimes notícies sobre els festivals recents i els premis atorgats en ells.
  - Sóc un cinéfalo: columna i vinyeta mensual de Joaquín Reyes.
  - Diari de rodatge: un cineasta explica en primera persona les intimitats del seu últim rodatge.
  - Qüestionari Pop: preguntes cinèfiles i irreverents a un actor / actriu.

- CINEMA A CASA: En aquesta secció es fa referència a les estrenes de pel·lícules en DVD. També es dedica una part als clàssics, a el cinema d'animació, a discos i llibres relacionats amb el món de cinema i inclou un Quiz, qüestionari sobre alguna pel·lícula o tema cinematogràfic.

- ESTRENES: La revista ofereix als seus lectors una secció en la qual parla de totes les pel·lícules que s'estrenaran aquest mes. Indica, a més, el dia de l'estrena, fa una crítica d'elles i les valora donant-los estrelles (des de zero fins a cinc).

- SERIES: A l'abril de 2009 Cinemanía va incloure al costat del seu capçal un & SERIES per reforçar la idea que en les seves pàgines es donava un tractament especial a la informació sobre la ficció televisiva. Entrevistes, reportatges especials, visites a rodatges, premis ... L'estructura i aproximació és molt similar a la que fa la resta de la revista sobre el món del cinema.

## Especials
En alguna ocasió la revista incorpora alguns especials relacionats amb l'època de l'any o amb algun esdeveniment, com són els especials de terror, de nadal, etc.

## Equip
- Director: Carlos Marañón.
- Redactora Cap: Andrea G. Bermejo
- Cap de secció: Daniel de Partearroyo.
- Redacció: Yago García i Janire Zurbano.
- Director d'art: Carmen Martín.
- Edició: Grup Henneo.